# Amata antiochena
Amata antiochena là một loài bướm đêm thuộc phân họ Arctiinae, họ Erebidae.